# Analiza programów
Analiza programów – badanie programów komputerowych gotowych do uruchomienia lub w postaci kodów źródłowych. Analiza w trakcie działania programu nazywa się analizą dynamiczną, natomiast badanie bez uruchamiania programu nazywa się analizą statyczną. Najważniejszymi zastosowaniami analizy programów jest znajdowanie i usuwanie przyczyn ich błędnego działania (debugowanie), poprawianie jakości programów (optymalizacja) oraz poznawanie szczegółów zasad działania programu (reverse engineering).

## Ważniejsze narzędzia
- Debuggery
  - gdb
  - ddd(inne języki)
  - gvd
  - SoftICE
  - OllyDbg
  - edb

- Debugery pamięci(inne języki)
  - Electric fence

- Deasemblery
  - IDA
  - ndisasm
  - w32Dasm

- Emulatory sprzętu
  - Bochs
  - QEMU

- Narzędzia badające interakcję programu z systemem operacyjnym
  - fenris
  - ltrace
  - strace

- Narzędzia monitorujące aktywność systemu plików oraz zmiany w rejestrze Windows
  - ProcMon(inne języki)

- Narzędzia zapisujące ruch sieciowy
  - tcpdump
  - tcpflow

- Statyczne narzędzia analizy kodów źródłowych
  - CMT++
  - Lint

- Statyczne narzędzia analizy programów
  - elfsh
  - objdump
  - readelf(inne języki)
  - nm(inne języki)

- Inne techniki
  - LD PRELOAD